# Râul Pădureni, Calva
Râul Pădureni este un curs de apă, afluent al râului Calva. 

## Hărți
- Harta județului Sibiu